# Свято Весни (Пласт)

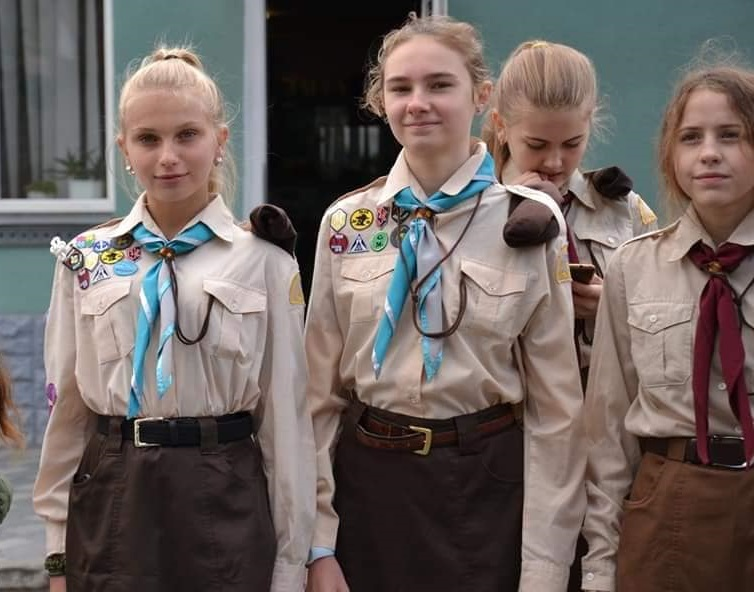
Свято Весни (Пласт)

Свя́то весни́ — щорічний дво- чи триденний традиційний табір усіх пластунів певного осередку (міста чи регіону) на честь опікуна Пласту святого Юрія Змієборця. Проводиться  як правило в травні, оскільки саме на 6 травня припадає церковне свято Юрія.
Назва заходу підкреслює, що в такий спосіб пластуни зустрічають прихід весни та теплого періоду року. Це перший наметовий табір в календарному році для більшості пластунів, і фактично Святом весни відкривається сезон літнього наметового таборування.
Юнацьке (12-18 років) Свято весни проводиться у вигляді змагань між командами (як правило куренями).
Кожна команда на Святі весни організовує власний табір та забезпечує побут на ньому (шатра, кухня, огорожа та вхідна брама, щогла для прапора тощо). Як елемент змагань, команди намагаються яскраво і оригінально оформити свої табори, в тому числі стилізуючи їх, наприклад, під корабель, фортецю тощо.
Впродовж усього Свята весни команди змагаються в навичках та вміннях, які входять до традиційного кола зацікавлень пластунів, зокрема практичне пластування (сюди відносять Першу медичну допомогу, піонірку – майстерність в’язання вузлів, картографію, табірництво та ін.), спортивне орієнтування та смугу перешкод, впоряд (марширування), спортивні змагання (футбол, волейбол), мистецькі ділянки (спів, театральні виступи), інтелектуальні конкурси тощо.
Під час Свята Весни вибирають найкращий курінь.
Попри те, що Свято весни має більше відпочинковий характер, воно є важливим елементом річної виховної програми, оскільки успіх кожної команди напряму залежить від особистого рівня підготовки кожного її учасника, відтак стимулює юнацтво до покращення власних знань та умінь. Більш того, важливим елементом успіху є співпраця всередині команди та здатність її лідера (курінного/ї) організувати життя та роботу команди впродовж усього часу Свята.
Команда-переможець визначається на основі загального рейтингу по всіх змаганнях. Неформально курені-переможці вважаються одними із найкращих куренів осередку.